# Circuit de Lorraine 2008
Il Circuit de Lorraine 2008, quarantottesima edizione della corsa, si svolse dal 21 al 25 maggio su un percorso di 778 km ripartiti in 5 tappe, con partenza a Metz e arrivo a Hayange. Fu vinto dal francese Steve Chainel della Auber '93 davanti al suo connazionale Jonathan Hivert e al tedesco Hannes Blank.

## Tappe
| Tappa  | Data      | Percorso                   | km    | Vincitore di tappa | Leader cl. generale |
| ------ | --------- | -------------------------- | ----- | ------------------ | ------------------- |
| 1ª     | 21 maggio | Metz > Mont-Saint-Martin   | 156,6 | Jonathan Hivert    | Jonathan Hivert     |
| 2ª     | 22 maggio | Briey > Verdun             | 159,7 | Jimmy Casper       | Jonathan Hivert     |
| 3ª     | 23 maggio | Pont-à-Mousson > Gérardmer | 135,7 | Eladio Jiménez     | Jonathan Hivert     |
| 4ª     | 24 maggio | Gérardmer > Saint-Avold    | 167,6 | Steve Chainel      | Steve Chainel       |
| 5ª     | 25 maggio | Rombas > Hayange           | 158,1 | Mattia Gavazzi     | Steve Chainel       |
| Totale | Totale    | Totale                     | 778   |                    |                     |

## Dettagli delle tappe

### 1ª tappa
- 21 maggio: Metz > Mont-Saint-Martin – 156,6 km

| Pos. | Corridore       | Squadra         | Tempo    |
| ---- | --------------- | --------------- | -------- |
| 1    | Jonathan Hivert | Crédit Agricole | 3h30'21" |
| 2    | Niels Brouzes   | Auber '93       | s.t.     |
| 3    | Hannes Blank    | Differdange     | s.t.     |

| Pos. | Corridore       | Squadra         | Tempo    |
| ---- | --------------- | --------------- | -------- |
| 1    | Jonathan Hivert | Crédit Agricole | 3h30'11" |
| 2    | Andris Naudužs  |                 | a 32'22" |
| 3    | Niels Brouzes   | Auber '93       | a 1"     |

### 2ª tappa
- 22 maggio: Briey > Verdun – 159,7 km

| Pos. | Corridore         | Squadra       | Tempo    |
| ---- | ----------------- | ------------- | -------- |
| 1    | Jimmy Casper      | Agritubel     | 3h42'13" |
| 2    | Gabriele Balducci | Acqua & Sap.  | s.t.     |
| 3    | Mattia Gavazzi    | Preti Mangimi | s.t.     |

| Pos. | Corridore       | Squadra         | Tempo    |
| ---- | --------------- | --------------- | -------- |
| 1    | Jonathan Hivert | Crédit Agricole | 7h12'24" |
| 2    | Niels Brouzes   | Auber '93       | a 1"     |
| 3    | Hannes Blank    | Differdange     | a 6"     |

### 3ª tappa
- 23 maggio: Pont-à-Mousson > Gérardmer – 135,7 km

| Pos. | Corridore      | Squadra                 | Tempo    |
| ---- | -------------- | ----------------------- | -------- |
| 1    | Eladio Jiménez | Fercase-Rota dos Moveis | 5h04'50" |
| 2    | Steve Chainel  | Auber '93               | a 1"     |
| 3    | Johan Coenen   | Vlaanderen              | s.t.     |

| Pos. | Corridore       | Squadra         | Tempo     |
| ---- | --------------- | --------------- | --------- |
| 1    | Jonathan Hivert | Crédit Agricole | 12h17'15" |
| 2    | Steve Chainel   | Auber '93       | a 6"      |
| 3    | Hannes Blank    | Differdange     | s.t.      |

### 4ª tappa
- 24 maggio: Gérardmer > Saint-Avold – 167,6 km

| Pos. | Corridore      | Squadra       | Tempo    |
| ---- | -------------- | ------------- | -------- |
| 1    | Steve Chainel  | Auber '93     | 3h35'13" |
| 2    | Mattia Gavazzi | Preti Mangimi | s.t.     |
| 3    | Jimmy Casper   | Agritubel     | s.t.     |

| Pos. | Corridore       | Squadra         | Tempo     |
| ---- | --------------- | --------------- | --------- |
| 1    | Steve Chainel   | Auber '93       | 15h52'24" |
| 2    | Jonathan Hivert | Crédit Agricole | a 4"      |
| 3    | Hannes Blank    | Differdange     | a 10"     |

### 5ª tappa
- 25 maggio: Rombas > Hayange – 158,1 km

| Pos. | Corridore      | Squadra       | Tempo    |
| ---- | -------------- | ------------- | -------- |
| 1    | Mattia Gavazzi | Preti Mangimi | 3h31'03" |
| 2    | Allan Davis    | Mitsubishi    | s.t.     |
| 3    | Luca Paolini   | Acqua & Sap.  | s.t.     |

| Pos. | Corridore       | Squadra         | Tempo     |
| ---- | --------------- | --------------- | --------- |
| 1    | Steve Chainel   | Auber '93       | 19h23'27" |
| 2    | Jonathan Hivert | Crédit Agricole | a 4"      |
| 3    | Hannes Blank    | Differdange     | a 10"     |

## Classifiche finali

### Classifica generale
| Pos. | Corridore          | Squadra                 | Tempo     |
| ---- | ------------------ | ----------------------- | --------- |
| 1    | Steve Chainel      | Auber '93               | 19h23'27" |
| 2    | Jonathan Hivert    | Crédit Agricole         | a 4"      |
| 3    | Hannes Blank       | Differdange             | a 10"     |
| 4    | Maxime Bouet       | Agritubel               | a 12"     |
| 5    | Noan Lelarge       | Bretagne-Armor Lux      | a 16"     |
| 6    | Ruslan Pydgornyy   | LPR Brakes-Ballan       | s.t.      |
| 7    | Eladio Jiménez     | Fercase-Rota dos Moveis | a 25"     |
| 8    | Johan Coenen       | Topsport Vlaanderen     | a 32"     |
| 9    | Gianni Meersman    | FDJ                     | a 33"     |
| 10   | Frederik Veuchelen | Topsport Vlaanderen     | s.t.      |